# داگ سولستاد
داگ سولستاد (نروژی: Dag Solstad) زادهٔ ۱۶ ژوئیه ۱۹۴۱ در ساندفیورد و مرگ در تاریخ ۱۴ مارس ۲۰۲۵ در ۸۳ سالگی، یک نویسنده نروژی  بود.
 وی در سال ۱۹۶۵ میلادی، با انتشار مجموعه‌ای از داستان‌های کوتاه، وارد جرگه نویسندگان شد و امروزه، یکی از سرشناس‌ترین چهره‌های ادبیات جدید نروژ است. داگ سولستاد، جوایز ادبی متعدد، از جمله جایزه ادبی شورای نوردیک، در سال ۱۹۸۹م؛ و جایزه افتخاری براگه، در سال ۱۹۹۸م. را دریافت کرده؛ و از سال ۲۰۱۱م، مستمری دولتی خاص هنرمندان برتر نروژ، به وی تعلق داده شده‌است.
اکثر مردم داگ سولستاد را به واسطه رمان‌هایش می‌شناسند، اما از وی مقاله‌های متعدد، جستارهای ادبی و گزارش‌های مستند دیگری نیز منتشر شده‌است. از جمله چند کتاب، که به صورت گزارشی از جام جهانی فوتبال، با همکاری یون میشلت، منتشر کرده‌است.

## خلاصه ای از زندگی
کودکی داگ سولستاد، در جنوب شرقی نروژ، در شهر زادگاهش، ساندفیورد، سپری شد. پدرش صاحب یک مغازه اجناس روزانه بود و مادرش نیز فروشندگی می‌کرد. داگ، در ۱۱ سالگی پدرش را از دست داد و مغازه ای که برای خانواده به ارث مانده بود نیز، بعد از مدتی ورشکست شد. برادر بزرگ وی عازم دریا شد و داگ خود، در یک میدان اسب دوانی مشغول کار شد. با این حال در سال ۱۹۶۰م، موفق شد دبیرستان را با نمراتی متوسط به پایان برساند. بعد از پایان دبیرستان، مدتی به عنوان معلم کمکی کار کرد و همزمان در یک روزنامه محلی در ساندفیورد، مشغول خبرنگاری شد و مقاله‌های خردی نوشت. بعد از موفقیت در امتحانات ورودی، در دانشگاه اسلو مشغول تحصیل شد و در سال ۱۹۶۶م، از جمله در رشته تاریخ ایده‌ها، فارغ‌التحصیل گشت. داگ سولستاد، از همان دوره دانشجویی با مجلات ادبی همکاری داشت و بعد از فارغ‌التحصیلی، عملاً به یک نویسندهٔ تمام وقت تبدیل شد.
سولستاد با ترکیبی غیر معمول از تعالی ادبی و محبوبیت مردمی، یکی از ممتازترین شخصیت‌های فرهنگی نروژ است؛ به گونه‌ای که در عمل گویا آثار وی، به نوعی دستورکار مباحث فرهنگی در نروژ را تعیین می‌کنند.

## یادداشت
1. ↑  https://no.wikipedia.org/wiki/Statens_kunstnerlønn